# سنت مارتین (میسیسیپی)
سنت مارتین (به انگلیسی: St. Martin) مکانی در ایالت میسیسیپی کشور ایالات متحده آمریکا است که جمعیت آن در سرشماری سال ۲۰۱۰ میلادی، ۷٬۷۳۰
نفر بوده‌است.